# Agsdorf
Agsdorf je naselje v Občini Sveti Urban v Okraju Trg na Koroškem v Avstriji.